# École nationale d'ingénieurs de Gabès
L'École nationale d'ingénieurs de Gabès (arabe : المدرسة الوطنية للمهندسين بقابس) ou ENIG est une école d'ingénieurs tunisienne rattachée à l'université de Gabès.
Elle est fondée en septembre 1975 et repose sur des enseignements dans les domaines suivants :
- génie chimique et des procédés ;
- génie civil ;
- génie électrique-automatique ;
- génie des communications et des réseaux ;
- génie mécanique.

## Accès aux études
L'intégration de l'ENIG se fait par voie de concours nationaux d'entrée aux cycles de formation d'ingénieurs. Peuvent également être admis :
- les étudiants ayant réussi à des concours étrangers admis en équivalence aux concours nationaux en première ;
- par voie de concours d'entrée en première année les étudiants titulaires d'un diplôme de licence ou d'un diplôme admis en équivalence ;
- par voie de concours d'entrée en seconde année les étudiants titulaires d'un master ou d'un diplôme admis en équivalence.

## Diplômes délivrés
- Diplôme national d'ingénieur en génie chimique-procédés ;
- Diplôme national d'ingénieur en génie civil ;
- Diplôme national d'ingénieur en génie électrique-automatique ;
- Diplôme national d'ingénieur en génie des communications et des réseaux ;
- Diplôme national d'ingénieur en génie mécanique ;
- Master en génie chimique-procédés : bioprocédés et bioproduits ;
- Master en génie électrique : systèmes intelligents et énergies renouvelables ;
- Master en génie mécanique : énergétique ;
- Doctorat en génie chimique-procédés ;
- Doctorat en génie électrique ;
- Doctorat en génie mécanique : énergétique ;
- Doctorat en ingénierie de l'informatique et de la communication ;
- Habilitation universitaire en génie chimique-procédés.